# 조동사 (일본어 문법)
일본어 문법에서 말하는 조동사(일본어: 助動詞 조도시[*])란, 시제(텐스), 상(애스펙트), 태(보이스), 법(무드) 등의 문법 기능을 나타내는 품사이다. 부속어이지만, 조사와 다르며 활용한다. 또한, 언어학에서 말하는 '조동사'는 일본어 문법에서는 보조동사에 해당된다.
활용의 양식은 여러 갈래에 걸쳐있으며, 동사의 활용을 하는 것, 형용사#일본어의 형용사에 가까운 활용을 하는 것, 형용동사에 가까운 활용을 하는 것, 독자의 활용양식을 가지는 것 등이 있습니다

## 구어
| 접속          | 의미                | 활용형 | 활용형          | 활용형                 | 활용형 | 활용형        | 활용형     | 활용형        | 활용의 형태                      | 비고 |
| 접속          | 의미                | 기본형 | 미연형          | 연용형                 | 종지형 | 연체형        | 가정형     | 명령형        | 활용의 형태                      | 비고 |
| ------------- | ------------------- | ------ | --------------- | ---------------------- | ------ | ------------- | ---------- | ------------- | -------------------------------- | --- |
| 미연형        | 수동 존경 자발 가능 | れる   | れ              | れ                     | れる   | れる          | れれ       | れろ れよ     | 동사형(하1단형)                  | 동사와 (일부의) 동사형의 조동사에 접속한다. ア단음 뒤에 붙을 경우에는 ‘れ-’, 그 이외에는 ‘られ-’이다. サ변동사에 붙는 경우, ‘-さ’ 형에 붙는 것이 많다. ‘가능’ ‘자발’의 뜻일 경우, 명령형은 없다. |
| 미연형        | 수동 존경 자발 가능 | られる | られ            | られ                   | られる | られる        | られれ     | られろ られよ | 동사형(하1단형)                  | 동사와 (일부의) 동사형의 조동사에 접속한다. ア단음 뒤에 붙을 경우에는 ‘れ-’, 그 이외에는 ‘られ-’이다. サ변동사에 붙는 경우, ‘-さ’ 형에 붙는 것이 많다. ‘가능’ ‘자발’의 뜻일 경우, 명령형은 없다. |
| 미연형        | 사역                | せる   | せ              | せ                     | せる   | せる          | せれ       | せよ せろ     | 동사(하1단형)                    | 동사에 접속한다. ア단음 뒤에 붙는 경우는 ‘せ-’, 그 이외에는 ‘させ-’이다. サ변동사에 붙는 경우, ‘-さ’형에 붙는 것이 많다.                                                                         |
| 미연형        | 사역                | させる | させ            | させ                   | させる | させる        | させれ     | させよ させろ | 동사형(하1단형)                  | 동사에 접속한다. ア단음 뒤에 붙는 경우는 ‘せ-’, 그 이외에는 ‘させ-’이다. サ변동사에 붙는 경우, ‘-さ’형에 붙는 것이 많다.                                                                         |
| 미연형        | 부정                | ない   | なかろ          | なかっ なく            | ない   | ない          | なけれ     | ○             | 형용사형                         | 동사와 조동사형 활용의 조동사에 접속한다. |
| 미연형        | 부정                | ぬ ん  | ○               | ず                     | ぬ ん  | ぬ ん         | ね         | ○             | 특수활용                         | 동사와 동사형 활용의 조동사 ‘ます’에 접속한다. |
| 미연형        | 추측 의지 권유      | う     | ○               | ○                      | う     | (う)          | ○          | ○             | 불변화형                         | 5단동사와 형용사 · 형용동사와 미연형이 オ단음으로 끝나는 조동사에 접속한다. |
| 미연형        | 추측 의지 권유      | よう   | ○               | ○                      | よう   | (よう)        | ○          | ○             | 불변화형                         | 5단활용 이외의 동사와 하1단형의 조동사에 접속한다. |
| 미연형 종지형 | 부정 추측 부정 의지 | まい   | ○               | ○                      | まい   | (まい)        | ○          | ○             | 불변화형                         | 5단활용 이외의 동사와 하1단형의 조동사의 미연형에 접속한다. 5단활용과 조동사 ‘ます’의 종지형에 접속한다.                                                                                         |
| 연용형        | 희망                | たい   | たかろ          | たかっ たく            | たい   | たい          | たけれ     | ○             | 형용사형                         | 동사와 동사형의 조동사에 접속한다. |
| 연용형        | 희망                | たがる | たがら (たがろ) | たがり たがっ          | たがる | たがる        | たがれ     | ○             | 동사형(5단형)                    | 동사와 동사형의 조동사에 접속한다. |
| 연용형        | 과거 완료 존속 확인 | た だ  | たろ だろ       | ○                      | た だ  | た だ         | たら だら  | ○             | 특수활용                         | 용언과 연용형이 있는 조동사(다만 ‘そうだ(전문)’ ‘ぬ’를 제외)에 접속한다. |
| 연용형        | 정중                | ます   | ませ ましょ     | まし                   | ます   | ます          | (ますれ)   | ませ まし     | 특수활용                         | 동사와 동사형의 조동사에 접속한다. |
| 연용형        | 양태                | そうだ | そうだろ        | そうだっ そうで そうに | そうだ | そうな        | そうなら   | ○             | 형용동사형                       | 용언과 일부의 조동사에 접속한다. 형용사(형) 및 형용동사에 붙는 경우, 어간에 접속한다 . |
| 연용형        | ぞんざい            | やがる | やがら          | やがり やがっ          | やがる | やがる        | やがれ     | やがれ        | 동사형(5단형)                    | 동사와 동사형의 조동사에 접속한다. |
| 종지형        | 전문                | そうだ | ○               | そうで                 | そうだ | (そうな)      | ○          | ○             | 형용동사형                       | 용언과 일부의 조동사에 접속한다. |
| 종지형        | 추정                | らしい | ○               | らしかっ らしく        | らしい | らしい        | (らしけれ) | ○             | 형용사형                         | 용언, 일부의 조동사, 체언, 일부의 조사에 접속한다. 형용동사(형)에 붙는 경우는, 어간에 접속한다.                                                                                                  |
| 종지형        | 당연                | べきだ | べきだろ        | べきだっ べきで べく   | べきだ | べき (べきな) | べきなら   | ○             | 형용동사형(‘同じだ’와 같은 활용) | 동사와 동사형의 조동사에 접속한다. 연체형 ‘べきな’는 조사 ‘の’ ‘ので’ 등이 접속할 경우에만(형용동사 ‘同じだ’와 마찬가지).                                                                        |
| 연체형        | 비교 예시 추정      | ようだ | ようだろ        | ようだっ ようで ように | ようだ | ような        | ようなら   | ○             | 형용동사형                       | 용언, 동사형의 조동사, 조동사 ‘ない’ ‘ぬ’ ‘た(だ)’ ‘たい’, 격조사 ‘の’, 연체사 ‘この’ 등에 접속한다.                                                                                             |
| 체언조사      | 단정                | だ     | だろ            | だっ で                | だ     | (な)          | なら       | ○             | 형용동사형                       | 체언과 일부의 조사에 접속한다. 가정형 ‘なら’ · 미연형 ‘だろ’ ‘でしょ’에 대해서는, 동사 · 형용사 · 일부의 조동사의 종지 · 연체형에도 접속한다.                                                    |
| 체언조사      | 정중한 단정         | です   | でしょ          | でし                   | です   | (です)        | ○          | ○             | 형용동사형                       | 체언과 일부의 조사에 접속한다. 가정형 ‘なら’ · 미연형 ‘だろ’ ‘でしょ’에 대해서는, 동사 · 형용사 · 일부의 조동사의 종지 · 연체형에도 접속한다.                                                    |

그 외의 조동사 예시:
- (사역) しめる→조르다 (동사형(하1단))
- (비교) みたいだ→...같다 / みたいです→...같습니다 (형용동사형)
- (단정) じゃ (특수활용)

보충:
- ‘동사형 활용의 조동사’를 ‘동사형의 조동사’ 등으로 줄이고 있다. 다른 활용형에 대해서도 마찬가지이다.
- 일부의 형용동사형 · 형용사형의 조동사는 형용동사 · 형용사와 마찬가지로 어간의 형태로 나타나는 것이 있다. 예: ‘もう泣きそう’ ‘美味しそう！’ ‘-するようね’ ‘-しなさそうだ’ ‘何か言いたそうな-’
- 학교문법에서는 조동사가 되지 않을지도 모르지만, 조동사처럼 사용되는 어구 혹은 조어요소가 다수 있다(참조: 보조동사). 예: ‘なさる’ ‘ございます’ ‘得る’ ‘かねる’ ‘過ぎる’ ‘づらい’ ‘やすい’ ‘がちだ’

## 문어
아래의 표는 중고문의 어법이 중심이 되고 있다. 어법이란 시대에 따라 변화하는 것이며, 시대에 따라서 조동사가 가리키는 의미(즉 어법. 단어의 사용법)도 바뀌어온다. 이 표는 일시적으로 사용되고 있던 의미는 기록하며, 가능한 한 비고란에 사용되고 있던 시기 등을 기록했다.
| 종류     | 활용형     | 활용형              | 활용형              | 활용형     | 활용형              | 활용형     | 활용형     | 활용의 형태             | 접속                                              | 의미                                                             | 비고 |
| 종류     | 기본형     | 미연형              | 연용형              | 종지형     | 연체형              | 이연형     | 명령형     | 활용의 형태             | 접속                                              | 의미                                                             | 비고 |
| -------- | ---------- | ------------------- | ------------------- | ---------- | ------------------- | ---------- | ---------- | ----------------------- | ------------------------------------------------- | ---------------------------------------------------------------- | --- |
| 수동     | る         | れ                  | れ                  | る         | るる                | るれ       | れよ       | 하2단형                 | 4단 · ナ변 · ラ변의 미연형                        | 수동 · 존경                                                      | |
| 수동     | らる       | られ                | られ                | らる       | らるる              | らるれ     | られよ     | 하2단형                 | 4단 · ナ변 · ラ변 이외의 미연형                   | 수동 · 존경                                                      | |
| 수동     | る         | れ                  | れ                  | る         | るる                | るれ       | ○          | 하2단형                 | 4단 · ナ변 · ラ변의 미연형                        | 자발 · 가능                                                      | |
| 수동     | らる       | られ                | られ                | らる       | らるる              | らるれ     | ○          | 하2단형                 | 4단 · ナ변 · ラ변 이외의 미연형                   | 자발 · 가능                                                      | |
| 사역     | す         | せ                  | せ                  | す         | する                | すれ       | せよ       | 하2단형                 | 4단 · ナ변 · ラ변의 미연형                        | 사역 · 존경 · 겸양 · 조동사 ‘る’의 대용                          | 상대문법에서는 ‘しむ’만이 사역을 나타내고 있었다. |
| 사역     | さす       | させ                | させ                | さす       | さする              | さすれ     | させよ     | 하2단형                 | 4단 · ナ변 · ラ변 이외의 미연형                   | 사역 · 존경 · 겸양 · 조동사 ‘らる’의 대용                        | 상대문법에서는 ‘しむ’만이 사역을 나타내고 있었다. |
| 사역     | しむ       | しめ                | しめ                | しむ       | しむる              | しむれ     | しめよ     | 하2단형                 | 용언의 미연형                                     | 사역 · 존경 · 겸양                                               | 중고가 되고 ‘す’ ‘さす’의 발달에 따라서 한번 사라졌었지만, 중세가 되고 다시 사용되게 됐다. |
| 과거     | き         | せ                  | ○                   | き         | し                  | しか       | ○          | 특수형                  | 연용형                                            | 직접과거 · 영탄                                                  | カ변에 접속할 때는こし · こしか · きし · きしか, サ변에 접속할 때는 せし · せしか · しき의 형태로밖에 접속하지 않는다. |
| 과거     | けり       | けら                | ○                   | けり       | ける                | けれ       | ○          | ラ변형                  | 연용형                                            | 간접과거 · 회상 · 영탄                                           | 상대에서는 과거완료를 나타내고 있었지만 전하여 중고에서는 간접과거를 나타나게 됐다. |
| 완료     | つ         | て                  | て                  | つ         | つる                | つれ       | てよ       | 하2단형                 | 연용형                                            | 완료 · 강조 · 확인 · 존속 · 병립                                 | 인위적인 입장에서 사용한다. |
| 완료     | ぬ         | な                  | に                  | ぬ         | ぬる                | ぬれ       | ね         | ナ변형                  | 연용형                                            | 완료 · 강조 · 확인 · 존속 · 병립                                 | 자연발생적인 경우에 사용한다. |
| 완료     | たり       | たら                | たり                | たり       | たる                | たれ       | たれ       | ラ변형                  | 연용형                                            | 완료 · 존속                                                      | 현대어의 접속조사 ‘たり’는 이 조동사로부터 전한 것이다. 성립으로는 몇가지 설이 있으며, ‘~てあり’로부터 전했다고도 말해지고 있지만, ‘り’ 이용범위의 좁음으로부터 생겼다는 것이 통설이 되고 있다.                             |
| 완료     | り         | ら                  | り                  | り         | る                  | れ         | れ         | ラ변형                  | 4단과 サ변의 명령형(풀이: 조동사 ‘り’의 접속참조) | 완료 · 존속                                                      | 중고가 되고 ‘たり’의 발달에 따라 사용되는 것이 적어졌다. |
| 정중     | す         | さ                  | し                  | す         | す                  | せ         | せ         | 4단형                   | 연용형                                            | 정중                                                             | ‘さうらう’로부터 전해서. 사용예도 드물고, 대부분의 교과서 · 참고서에 올라가있지 않으며, 문장에 나왔다고 해도 존경의 ‘す’로 변역되어버리는 것이 있다.                                                                        |
| 추측     | む(ん)     | ま                  | ○                   | む(ん)     | む(ん)              | め         | ○          | 4단형                   | 미연형                                            | 미래추측 · 의사 · 가정 · 당연 · 적당 · 권유 · 희망 · 완곡 · 가어 | 현대어의 조동사 ‘う’는 여기서부터 전한 것. 의미가 상당히 많지만, 기본은 추측 · 의사 · 권유이며, 그 외에는 이 발전으로 생각될 수 있다.                                                                                       |
| 추측     | むず       | ○                   | ○                   | むず       | むずる              | むずれ     | ○          | サ변형                  | 미연형                                            | 추측 · 의사 · 당연 · 적당 · 완곡                                 | 성립은 중고의 구두어로 말해지며, 세이 쇼나곤도 《枕草子》[마쿠라노소시] 중에서 손편지 등에서는 결코 사용할 수 없다고 적혀있다(애초부터 세이 쇼나곤은 언어의 혼란을 자주 비판하고 있는데 적히는 것은 당연하다고 할 수 있다). |
| 추측     | まし       | ませ                | ○                   | まし       | まし                | ましか     | ○          | 특수형                  | 미연형                                            | 추측 · 반실가상 · 반실희망 · 주저                                | ‘ませば(ましかば) ~ まし’로 가실가상을 나타낸다. |
| 추측     | けむ(けん) | けま                | ○                   | けむ(けん) | けむ(けん)          | けめ       | ○          | 4단형                   | 연용형                                            | 과거추측 · 과거전문                                              | ‘らむ’보다도 과거를 나타낸다. |
| 추측     | らむ(らん) | ○                   | ○                   | らむ(らん) | らむ(らん)          | らめ       | ○          | 4단형                   | 종지형과 ラ변형의 연체형                          | 현재추측 · 가정 · 전문 · 완곡 · 가어                             | ‘けむ’보다도 현재를 나타낸다. |
| 추측     | らし       | ○                   | ○                   | らし       | らし らしき         | らし       | ○          | 특수형                  | 종지형과 ラ변형의 연체형                          | 추측 · 추정                                                      | 중고 이후는 거의 사용되지 않고 상대어로 취급하는 참고서도 약간 있다. 다만, 무로마치 시대의 구두어에서 다시 사용되게 되며, 현대어에서는 ‘らしい’가 되고 있다.                                                                |
| 추측     | めり       | ○                   | めり                | めり       | める                | めれ       | ○          | ラ변형                  | 종지형과 ラ변형의 연체형                          | 추측 · 완곡                                                      | ‘目あり’에서 전한 것. |
| 추측     | べし       | べく べから         | べく べかり         | べし       | べき べかる         | べけれ     | ○          | ク활용형                | 종지형과 ラ변형의 연체형                          | 추측 · 의사 · 가능 · 당연 · 명령 · 권유 · 적당 · 예정            | 이것의 파생형이 ‘べらなり’이다. 현대에서 동일본 각지의 방언에서 보이는 조사의 ‘べ’ 혹은 촉음 · 반탁음화한 ‘っぺ’는 ‘べし’의 어간 ‘べ’에 유래한다.                                                                           |
| 추측     | べらなり   | ○                   | べらに              | べらなり   | べらなる            | べらなれ   | ○          | ナリ활용형              | 종지형과 ラ변형의 연체형                          | 추측                                                             | 중고에 일시적으로 보인 것으로 생략하는 교과서나 참고서도 많다. |
| 부정     | ず         | ず な ざら          | ず に ざり          | ず ぬ ざり | ぬ ざる             | ね ざれ    | ざれ       | ラ변형 · 4단형 · 특수형 | 미연형                                            | 부정                                                             | 활용에는 여러 가지 설이 있지만, 여기서는 결코 가능성이 있는 것 모두를 적었다. |
| 부정추측 | じ         | ○                   | ○                   | じ         | じ                  | じ         | ○          | 특수형                  | 미연형                                            | 부정추측 · 부정의사 · 부적당                                     | 조동사 ‘む’의 부정에 해당된다. |
| 부정추측 | まじ       | まじく まじから     | まじく まじかり     | まじ       | まじき まじかる     | まじけれ   | ○          | ク활용형                | 종지형과 ラ변형의 연체형                          | 부정추측 · 부정의사 · 부정당연 · 금지 · 부적당 · 불가능          | 조동사 ‘まし’의 부정에 해당된다. 이 조동사의 원래 형태가 ‘ましじ’인 것에서도 알 수 있다. |
| 희망     | たし       | たく たから         | たく たかり         | たし       | たき たかる         | たけれ     | ○          | ク활용형                | 연용형                                            | 희망                                                             | 구두어에서는 ‘たし’, 문장에서는 ‘まほし’가 사용된다. |
| 희망     | まほし     | まほしく まほしから | まほしく まほしかり | まほし     | まほしき まほしかる | まほしけれ | ○          | シク활용형              | 미연형                                            | 희망                                                             | 구두어에서는 ‘たし’, 문장에서는 ‘まほし’가 사용된다. |
| 단정     | なり       | なら                | なり に             | なり       | なる                | なれ       | なれ       | ナリ활용                | 체언과 연체형                                     | 단정 · 존재 · 자격                                               | 현대어의 ‘だ’의 가정형 ‘なら’나 형용동사 어미 ‘な’는 ‘なり’에서 유래한다. |
| 단정     | たり       | たら                | たりと              | たり       | たる                | たれ       | たれ       | タリ활용                | 체언                                              | 단정                                                             | 주로 사용된 것은 중세 이후에 문장이나 일본 노래에서밖에 사용되지 않는다. |
| 전문     | なり       | ○                   | なり                | なり       | なる                | なれ       | ○          | ナリ활용                | 종지형과 ラ변형의 연용형                          | 전문 · 추정                                                      | ‘音あり’로부터 전해진 것. |
| 비교     | 如し       | ごとく              | ごとく              | ごとし     | ごとき              | ○          | ○          | ク활용형                | 연체형                                            | 비교 · 동등 · 예시                                               | 형용사에 포함되는 경우도 있다. |
| 비교     | ごとくなり | ごとくなら          | ごとくなり ごとくに | ごとくなり | ごとくなる          | ごとくなれ | ごとくなれ | ナリ활용                | 연체형과 체언                                     | 비교 · 동등                                                      | ‘ごとし’를 형용사로 보는 경우에는 그 보조활용으로 보인다. |
| 비교     | やうなり   | やうなら            | やうなり やうに     | やうなり   | やうなる            | やうなれ   | やうなれ   | ナリ활용                | 체언                                              | 비교 · 동등 · 예시 · 불확실한 단정 · 원망                        | 상대에서는 지금까지도 ‘やう’와 ‘なり’의 형태로 사용되고 있으며, 형용사의 형태가 된 것은 중세라고 말해지고 있다. |

### 조동사 ‘り’의 접속
학교문법을 만든 하시모토 신키치에 의하면, 조동사 ‘り’의 접속은 명령형이다. 이것은 5단 및 サ변동사밖에 사용하지 않는다.
| 종류     | 활용형 | 활용형 | 활용형 | 활용형 | 활용형 | 활용형 | 활용형 | 활용의 형태  |
| 종류     | 기본형 | 미연형 | 연용형 | 종지형 | 연체형 | 이연형 | 명령형 | 활용의 형태  |
| -------- | ------ | ------ | ------ | ------ | ------ | ------ | ------ | ------------ |
| 4단      | -u     | -a     | -i     | -u     | -u     | -e     | -e     | 4단정격활용  |
| サ변     | す     | せ     | し     | す     | する   | すれ   | せ(よ) | サ행변격활용 |
| カ변     | く     | こ     | き     | く     | くる   | くれ   | こ(よ) | カ행변결활용 |
| 존속(り) | り     | ら     | り     | り     | る     | れ     | れ     | ラ행변격활용 |

일반적인 고교 학습 참고서류에서는 サ변 명령형에 대해서 ‘せ’를 인정시키는 것은 적지 않지만, 본래의 활용형은 ‘せ’라고 간주된다. 명령형 ‘–よ’의 어원으로 간투조사 ‘よ’를 인정할 수 있는 것은 カ변에서도 명백하다.
예전에 존속 ‘り’는 다음의 접속이 됐다.
- 4단정격활용에서는 이연형에 붙는다
- サ변격활용에서는 미연형에 붙는다

이들은, 상대(나라 시대 경)의 가나 사용법인 상대 특수 가나 표기법의 연구에 의해서 부정됐다. 4단정격활용의 이연형 · 명령형은 같은 형태로 견문할 수 있지만, 상대 가나 사용법에서는 모음 エ에 대해서 두 종류의 표기가 존재한다. 이 두 종류를 각각 갑류 · 을류로 부르며 가르친다.
4단 이연형에서는 을류, 4단 명령형에서는 갑류가 사용되고 있으며, 이 가나 사용법을 조사하면 접속도 알 수 있다. 존속 ‘り’의 경우, 갑류에만 접속하기 때문에 “명령형 접속이다”라고 논증한 것이다. 학교 참고서나 사전에서 4단으로의 접속은 ‘이연형과 명령형’ 어느쪽일지 정해질 리는 없지만, 그것은 형태의 위에서는 지장되지 않(수험에서는 문제가 없다)기에, 전통적으로 적극적으로는 교쳐지지 않는 것이다.
サ변에 관해서는 ‘せ’의 형태는 미연형과 명령형에 인정되지만, 이것은 4단과 같다고 생각되며 명령형으로 한다. 학교학습에서는 상대 가나 사용법이나 어원에서까지 언급하지 않기 때문에 サ변으로의 접속은 미연형으로 해결하는 것이다.
또한 명령형은 “사상이 이어지는” 것으로의 명령(필연성, 명령은 ‘당연 · 운명’의 뜻으로 통한다)으로 해석할 수 있다. 명령형 ‘せよ’의 오랜 형태 ‘せ’에 붙는 것으로부터도, 이것이 ‘たり’로 대신한 일부분을 살짝 엿보인다.

### 상대문법
| 종류 | 활용형 | 활용형 | 활용형 | 활용형 | 활용형   | 활용형 | 활용형 | 활용의 형태 | 접속                            | 의미                | 비고                                                         |
| 종류 | 기본형 | 미연형 | 연용형 | 종지형 | 연체형   | 이연형 | 명령형 | 활용의 형태 | 접속                            | 의미                | 비고                                                         |
| ---- | ------ | ------ | ------ | ------ | -------- | ------ | ------ | ----------- | ------------------------------- | ------------------- | ------------------------------------------------------------ |
| 수동 | ゆ     | え     | え     | ゆ     | ゆる     | ゆれ   | ○      | 하1단형     | 4단 · ナ변 · ラ변의 미연형      | 수동 · 존경         | 후에 조동사 ‘る’가 됐다.                                     |
| 수동 | らゆ   | らえ   | られ   | ○      | ○        | ○      | ○      | 하1단형     | 4단 · ナ변 · ラ변 이외의 미연형 | 수동 · 존경         | 후에 조동사 ‘らる’가 됐다.                                   |
| 존경 | す     | さ     | し     | す     | す       | せ     | せ     | 4단형       | 4단 · サ변의 미래형             | 존경                | 후에 조동사 ‘す’ ‘さす’에 흡수됐다.                          |
| 추측 | ましじ | ○      | ○      | ましじ | ましじき | ○      | ○      | ク활용      | 종지형과 ラ변형의 연체형        | 과거추측 · 과거의사 | 후에 조동사 ‘まし’가 됐다.                                   |
| 부정 | なふ   | なは   | なひ   | なふ   | なへ     | なへ   | ○      | 특수형      | 미연형                          | 부정                | 동국 방언. 후에 형용사가 없는 혼동에서 조동사 ‘ない’가 됐다. |

## 같이 보기
- 조사#일본어의 조사

## 참고 문헌
1. ↑  
《現代国語例解辞典》 [현대국어예해사전] (일본어). 박거수 [감수] 2판. 쇼가쿠칸. 1997.의 〈助詞・助動詞解説〉[조사 · 조동사 해설]